# Huancayo Sporting Club
Huancayo Sporting Club es un club de fútbol de la ciudad de Huancayo, Departamento de Junín, en el Perú. Fue fundado el 22 de mayo de 1911 y actualmente participa en la Copa Perú. 
Es considerado Patrimonio Deportivo de la ciudad de Huancayo.

## Historia

### Fundación
El 22 de mayo de 1911 fue fundado el Huancayo Sporting Club, por un grupo de jóvenes huancaínos reunidos en la Plaza de Toros de aquella época, bajo la luz de sus faroles acordaron formar un club denominado Huancayo Sporting Club. Fue aquellos años donde la ciudad se encontraba rodeado de canchones o pampones, llenos de árboles, con vivienda a base de adobe con quincha o de tapial y techos de teja. Es así como la entidad deportiva desde su nacimiento se ha constituido en uno de los mejores elencos de la zona central del Perú, al estar presente en diversas competencias, constituyéndose como principal animador en los campeonatos que intervino, porque aquellos años no existía las conocidas ligas de fútbol, para mantenerse a la fecha, gracias a sus socios fundadores y todo directivos que estuvo al frente, porque como ya es sabido mantener una institución deportiva, es un gran reto salvo como en esta época donde muchos aparecen con otros fines, pero también así desaparecen.

### Campaña en la Liga de Huancayo 2013
En el debut, Huancayo Sporting Club derrotó 4-2 a Deportivo Belén que solo pudo jugar con 10 jugadores habilitados. En la segunda fecha Deportivo Ingeniería no tuvo mayores dificultades para derrotar por 2-0 a Huancayo Sporting Club. Mientras que en la cuarta fecha Huancayo Sporting Club cayo derrotado 0-1 por el Defensor Lima. En la séptima fecha UNCP no tuvo mayores dificultades para golear a Huancayo Sporting, a tan solo dos fecha para el final El Decano seguía en el fondo de la tabla. Como se esperaba Huancayo Sporting Club descendió a la Segunda Distrital de Huancayo para el 2014, luego de una triste campaña, solo ganó un partido y en la última fecha fue derrotado y goleado por el UPLA 8-2 y perdieron la categoría junto con Pianto FC. En 2015 logró el retorno a la Primera División de Huancayo donde participó hasta 2017 cuando nuevamente descendió. 
En 2018 consiguió un nuevo ascenso a la Primera Distrital tras terminar en primer lugar de su grupo en la Segunda División distrital. Al año siguiente terminó en tercer lugar de la Liga Distrital a un punto de la clasificación a la Etapa Provincial.

## Estadio
El Estadio Huancayo es un estadio de fútbol ubicado en la ciudad de Huancayo en el departamento de Junín, Perú. Se encuentra ubicado a 3.259 m s. n. m. y posee una capacidad para 20.000 espectadores y posee luz artificial.
Era llamado "IV Centenario", pero al retornar la ciudad de Huancayo al fútbol profesional, de la mano del Deportivo Wanka, en el 2000, se le cambió al nombre que lleva actualmente.

## Rivalidades

### Clásico Wanka
En la Incontrastable nunca ha existido un clásico muy claramente distinguible debido a la emergencia de diversos equipos a lo largo del tiempo. Si hubiera que hurgar en un duelo antiguo que reúna dichas condiciones, podría evocarse el que protagonizaban el Huancayo Sporting Club el decano de la ciudad, aún en Primera Distrital y el Deportivo Junín, el equipo indiscutiblemente más importante de la historia de Huancayo, tuvo algún tipo de una rivalidad, pero no al nivel de llamarse clásico.

## Palmarés

### Torneos regionales
- Liga Provincial de Huancayo: 1980.
- Liga Distrital de Huancayo: 1940, 1947, 1950, 1980.